# MMX (The Social Song)
«MMX (The Social Song)» es un sencillo de Enigma lanzado el 15 de diciembre de 2010 para celebrar el 20º aniversario del proyecto musical.
En octubre de 2010 el productor de Enigma, Michael Cretu, invitó a los aficionados a que grabaran por sí mismos y votasen por un vocalista para crear la canción a través de Internet.
«Fei Mea», de la letona Fox Lima (Alise Ketnere), fue la más votada y se convirtió en la voz principal del coro de la canción social.
Los 3 finalistas, J. Spring (Jerome Pringault) de España, Mark Joshua (Marcelo Amaral Pontello) de Brasil, y Rasa Serra (Veretenceviene Rasa) de Lituania proveyeron otras partes importantes en las voces como los acompañamientos, el puente y la estrofa en la versión final del sencillo.
Cada uno de los cuatro vocalistas estuvieron totalmente acreditados en la letra y la música de la canción.
Los aficionados también estuvieron involucrados en la producción de la canción, al elegir un instrumento solista, su estilo y clima final, así como el diseño de la portada creado por Lars Doerwald.
Finalmente, el productor audiovisual español Arístides Moreno fue votado por los aficionados para dirigir el vídeo oficial que sería lanzado en YouTube, y en la página oficial y Facebook de Enigma el 17 de marzo de 2011.
El director también dirigió y editó un vídeo del «making-of» del evento producido por su productora Steadycamline.
«MMX» es la primera canción de Michael grabada en su propio nuevo estudio móvil de producción llamado «Merlin».
«MMX» es también la primera canción jamás creada y producida a través de Internet exclusivamente para y por los fanes.

## Antecedentes
A finales de septiembre de 2010 el productor de Enigma, Michael Cretu, anunció oficialmente un evento especial para el 20º aniversario denominado «Enigma's Social Song» en el que participarían los aficionados de todo el mundo.
El proyecto fue creado como un acontecimiento «para conmemorar el 20º aniversario de Enigma, participando los aficionados activamente en el proceso de creación de una canción junto a Michael Cretu. Por primera vez se permitirá a la gente mirar cómo Michael compone y produce según las preferencias del público. Se les invitará a que presenten sus propias grabaciones vocales, a que realicen una serie de votaciones, y a que participen de manera activa en el evento. Es por eso que la llamamos una 'canción social'».
También fue creada la web oficial de la Canción Social de Enigma.
En las siguientes 3 semanas, cientos de fanes enviaron y votaron por sus voces favoritas a través de YouTube. Durante las primeras dos semanas de votación fue «Time Machine» de J. Spring la favorita de los fanes, pero «Fei Mea» de Fox Lima fue, finalmente, la más popular, y se convirtió en la vocalista principal, seguida de cerca por «Set U Free» de Mark Joshua, «Time Machine» de J. Spring, y «Oi Giria Giria» de Rasa Serra.
Después del lanzamiento de la canción, Fox Lima reveló que su letra para "Fei Mea" no tenía ningún lenguaje en particular, pero, el caso era que las palabras y los sonidos le vinieron durante la grabación.

## Grabación
Después de anunciar oficialmente al ganador, Cretu invitó formalmente y pidió a los tres finalistas Mark Joshua, J. Spring y Rasa Serra a que registraran el apoyo y acompañamiento vocal para la canción.
Se confirmó en el Twitter oficial de Enigma que «Michael había recibido todas las grabaciones vocales de todos los vocalistas ganadores, que estaba muy satisfecho con su alta calidad y que las utilizaría todas ellas en la mezcla final de la canción, convirtiéndola de esta manera realmente en la primera canción social global».
Michael decidió utilizar la voz principal de Fox Lima para el recurrente coro en la versión final de la canción.
J. Spring fue el segundo vocalista en aparecer en la pista con un canto hipnótico y tribal,  cantando la palabra «amar» en francés, «aimer». Aparecerá de nuevo más adelante en la canción juntamente con el instrumento solista.
Rasa Serra entró en el coro después de la segunda y tercera estrofa, cantando una canción tradicional del folclore lituano. Fue la responsable de cerrar la pista.
Mark Joshua aportó el verso que es la única parte del sencillo que fue cantado en inglés.
Cómo Michael implementó a cada vocalista en la canción fue revelado sólo en el día del lanzamiento oficial del sencillo.
Otro concurso fue creado en el sitio web oficial para que los fanes eligieran el estilo y el clima general de la canción, así como un instrumento solista principal. Durante todo el proceso de la producción Michael siguió publicando vídeos cortos explicando las distintas fases por las que pasaba la pista.

## Concurso del diseño de la portada y publicación de la mezcla final
Por añadidura al espíritu global del proyecto, Michael Cretu y el equipo de Enigma decidieron involucrar a los fanes un poco más al hacerlos participar en otro concurso para dilucidar la portada que iba a tener el sencillo.
Michael tituló el sencillo por el 20º aniversario con el nombre de «MMX - The Social Song» (MMX significando «2010» en números romanos), haciendo referencia a MCMXC a.D. (1990 en números romanos) para conmemorar el éxito inicial del proyecto musical Enigma. «Todo comenzó con el primer álbum de Enigma, MCMXC a.D., en 1990. 20 años después, me siento orgulloso de que este viaje musical resultara tan grandioso. La 'Canción Social' es algo especial... una especie de experimento que es un recuerdo del pasado y una perspectiva del futuro. Yo quería que los dos aspectos se reflejaran en el nombre de la canción final», explicó Michael Cretu.
Después de más de 460 propuestas, la creación de Lars Doerwald para el diseño de la portada fue la más votada. «La portada se ajusta perfectamente a Enigma. Es extraña y moderna al mismo tiempo», dijo Michael. «A pesar de que teníamos tantas buenas creaciones, estoy muy contento con el resultado de ésta».
La mezcla final del sencillo fue finalmente publicada el 15 de diciembre de 2010 junto con su portada y un libreto digital.

## Vídeo oficial
El 24 de enero de 2011 se anunció en el sitio web oficial un evento final para el sencillo, consistiendo éste en un concurso para la creación de un vídeo para la canción. Al igual que en las otras etapas de la creación, a los seguidores se les invitó a enviar un vídeo para el sencillo y votar por su favorito. «El 15 de diciembre de 2010 hemos lanzado nuestro 'MMX (The Social Song)' final como resultado de un evento interactivo con los aficionados. Hemos disfrutado tanto los últimos 3 meses de colaboración, y hemos tenido tan buenas observaciones, que hemos decidido continuar con nuestro viaje. La gente ha demostrado su talento en el canto, el diseño de las portadas, y la creación de una canción juntos, pero una cosa faltaba, sin embargo... el vídeo musical»  
Después de un mes de propuestas y votos, el productor audiovisual Arístides Moreno fue finalmente anunciado como el ganador del concurso del vídeo y se convirtió en su director oficial.
La versión final editada del vídeo oficial de «MMX The Social Song» fue lanzada el 17 de marzo de 2011 en YouTube y varios sitios web oficiales de Enigma.
Arístides Moreno, a través de su productora Steadycamline, dirigió y editó también un vídeo de 30 minutos del making-of del evento publicado el 30 de mayo de 2011.